# Trichobactrus
Trichobactrus là một chi nhện trong họ Linyphiidae.